# Medaller dels Jocs Olímpics d'hivern de 2006
El medaller dels Jocs Olímpics d'Hivern de 2006 presenta totes les medalles lliurades als esportistes guanyadors de les proves disputades en aquest esdeveniment, realitzat entre els dies 10 i 26 de febrer de 2006 a la ciutat de Torí (Itàlia).
Les medalles apareixen agrupades pels Comitès Olímpics Nacionals participants i s'ordenen de forma decreixent contant les medalles d'or obtingudes; en cas d'haver empat, s'ordena d'igual forma contant les medalles de plata i, en cas de mantenir-se la igualtat, es conten les medalles de bronze. Si dos equips tenen la mateixa quantitat de medalles d'or, plata i bronze, es llisten en la mateixa posició i s'ordenen alfabèticament.
Alemanya aconseguí guanyar el major nombre de medalles d'or (11) així com el nombre màxim de medalles (29), aquest fet per tercera vegada consecutiva. Letònia i Eslovàquia aconseguiren les seves primeres medalles olímpiques.

## Medaller

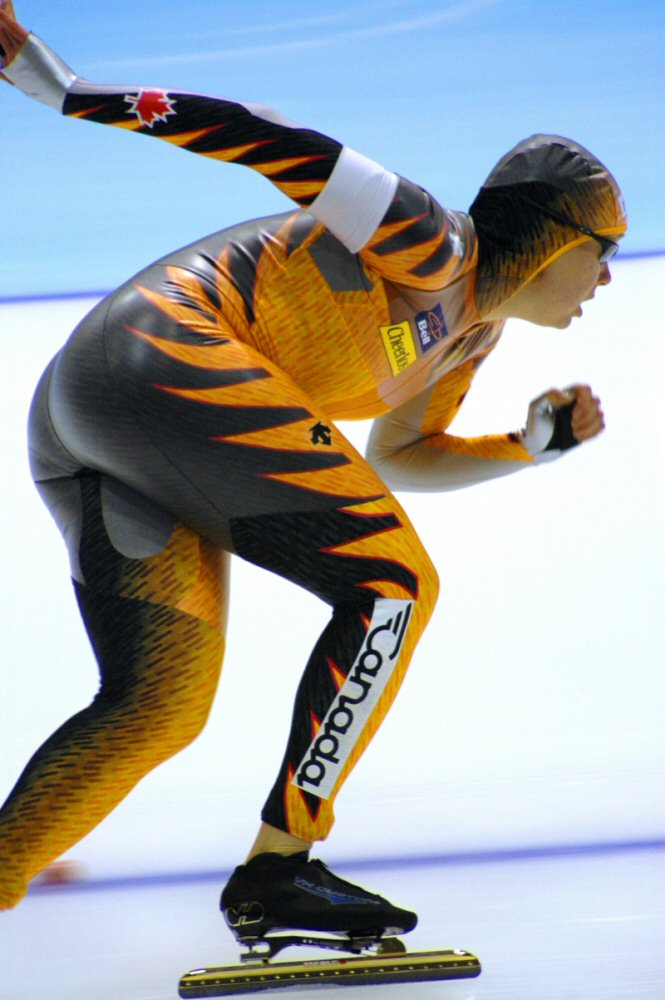
La patinadora de velocitat canadenca Cindy Klassen, guanyadora de cinc medalles.

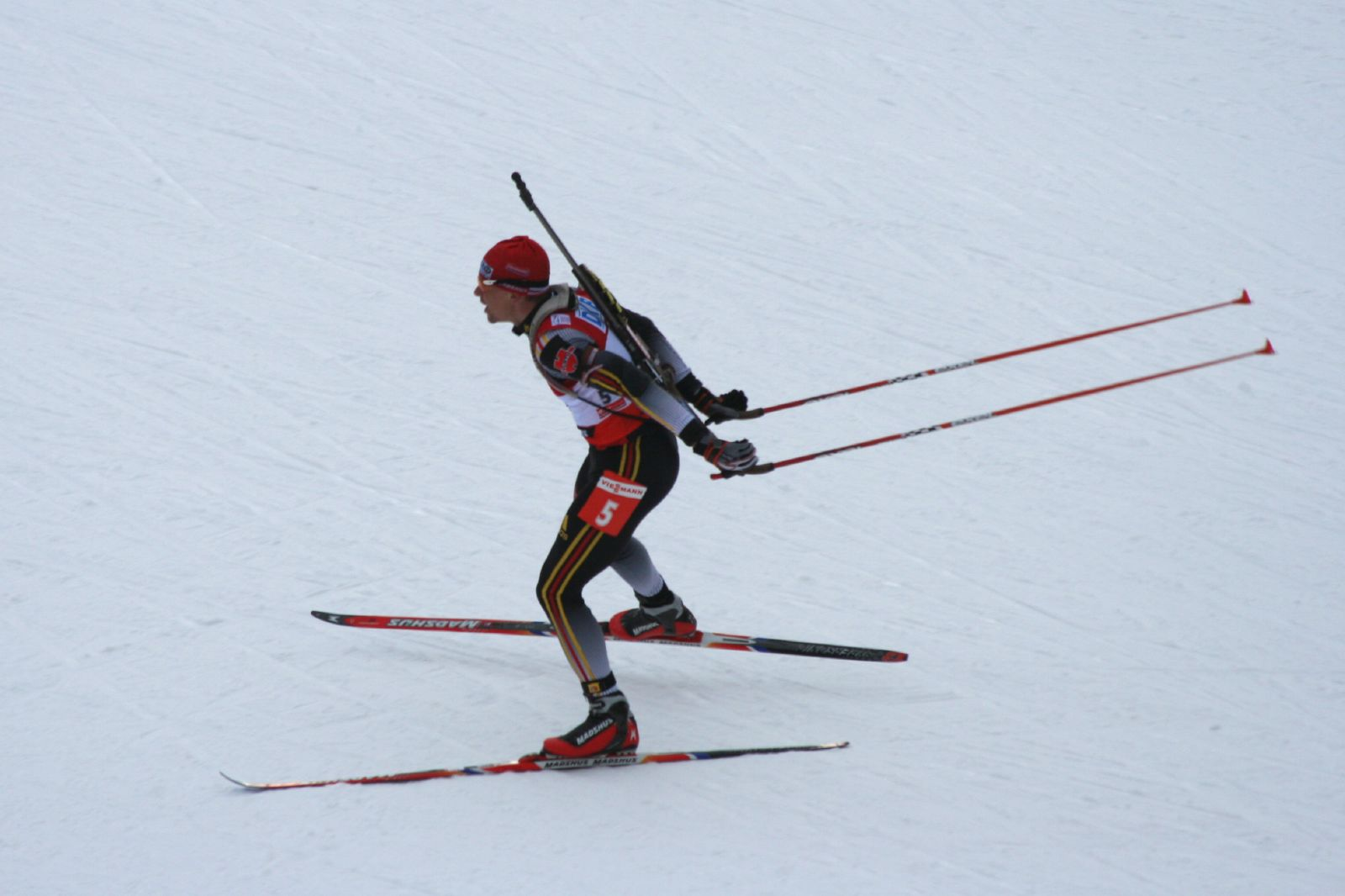
El biatleta alemany Michael Greis, guanyador de tres medalles.

| Jocs Olímpics d'hivern de 2006 | Jocs Olímpics d'hivern de 2006 | Jocs Olímpics d'hivern de 2006 | Jocs Olímpics d'hivern de 2006 | Jocs Olímpics d'hivern de 2006 | Anells Olímpics |
| Posició                        | CON                            | Or                             | Plata                          | Bronze                         | Total           |
| 1                              | Alemanya                       | 11                             | 12                             | 6                              | 29              |
| 2                              | Estats Units                   | 9                              | 9                              | 7                              | 25              |
| 3                              | Àustria                        | 9                              | 7                              | 7                              | 23              |
| 4                              | Rússia                         | 8                              | 6                              | 8                              | 22              |
| 5                              | Canadà                         | 7                              | 10                             | 7                              | 24              |
| 6                              | Suècia                         | 7                              | 2                              | 5                              | 14              |
| 7                              | Corea del Sud                  | 6                              | 3                              | 2                              | 11              |
| 8                              | Suïssa                         | 5                              | 4                              | 5                              | 14              |
| 9                              | Itàlia                         | 5                              | 0                              | 6                              | 11              |
| 10                             | França                         | 3                              | 2                              | 4                              | 9               |
| 10                             | Països Baixos                  | 3                              | 2                              | 4                              | 9               |
| 12                             | Estònia                        | 3                              | 0                              | 0                              | 3               |
| 13                             | Noruega                        | 2                              | 8                              | 9                              | 19              |
| 14                             | R.P. de la Xina                | 2                              | 4                              | 5                              | 11              |
| 15                             | Txèquia                        | 1                              | 2                              | 1                              | 4               |
| 16                             | Croàcia                        | 1                              | 2                              | 0                              | 3               |
| 17                             | Austràlia                      | 1                              | 0                              | 1                              | 2               |
| 18                             | Japó                           | 1                              | 0                              | 0                              | 1               |
| 19                             | Finlàndia                      | 0                              | 6                              | 3                              | 9               |
| 20                             | Polònia                        | 0                              | 1                              | 1                              | 2               |
| 21                             | Belarús                        | 0                              | 1                              | 0                              | 1               |
| 21                             | Bulgària                       | 0                              | 1                              | 0                              | 1               |
| 21                             | Regne Unit                     | 0                              | 1                              | 0                              | 1               |
| 21                             | Eslovàquia                     | 0                              | 1                              | 0                              | 1               |
| 25                             | Ucraïna                        | 0                              | 0                              | 2                              | 2               |
| 26                             | Letònia                        | 0                              | 0                              | 1                              | 1               |
| Total                          | Total                          | 84                             | 84                             | 84                             | 252             |